# سانیا اوژگوویچ
سانیا اوژگوویچ (انگلیسی: Sanja Ožegović؛ زادهٔ ۱۵ ژوئن ۱۹۵۹) بازیکن بسکتبال زن اهل یوگسلاوی بود.
وی در مسابقات کشوری و بین‌المللی در مجموع برندهٔ ۲ مدال برنز شده‌است.